# FUTSAL地域チャンピオンズリーグ
地域フットサルチャンピオンズリーグ（ちいきフットサルチャンピオンズリーグ）は、日本フットサル連盟が主催するフットサルの地域リーグ上位チームによる全国大会である。後援は日本サッカー協会。

## 大会方式
2001年に第1回が開催され、第3回（2003年）まではゴールデンウィークに国立代々木競技場で開催されていたが、第4回（2004年）は4月、第5回（2005年）以降は3月に駒沢オリンピック公園で開催されている。第8回（2008年）からは持ち回りとなっている。2021・22年は中止。
第15回(2015年)現在、参加チーム(全16チーム)の構成は以下の通り。
- 全国9地域からそれぞれ1チーム
- 開催地域からさらに1チーム
- 前年度の優勝チーム所属地域からさらに1チーム
- 前年度の準優勝チーム所属地域からさらに1チーム
- 前年度に日本フットサル連盟に加盟しているチーム数の上位4地域からさらに1チームずつ

グループリーグと決勝トーナメントによりフットサルリーグ日本一を決定する。
第7回（2007年）はヒューマンアカデミーが特別協賛となる。
2010年度の大会から、この大会で上位2位までに入ったチーム（決勝戦出場チーム）は次年度のシーズンの開始前のFリーグ オーシャンカップというFリーグが主催する公式トーナメント戦の出場権が与えられることになった。

## 優勝チーム
- 2001 - 小金井ジュール（関東リーグ）
- 2002 - FIRE FOX（関東リーグ）
- 2003 - CASCAVEL（関東リーグ）
- 2004 - SHARKS（関東リーグ）
- 2005 - FIRE FOX（関東リーグ）
- 2006 - D.C Asahikawa Futsal Club（北海道リーグ）
- 2007 - 大洋薬品/BANFF（東海リーグ）
- 2008 - D.C Asahikawa Futsal Club（北海道リーグ）
- 2009 - エスポラーダ北海道（北海道リーグ）
- 2010 - FUGA TOKYO（関東リーグ）
- 2011 - FUGA TOKYO（関東リーグ）
- 2012 - FUGA TOKYO（関東リーグ）
- 2013 - フウガすみだ（関東リーグ）
- 2014 - フウガすみだ（関東リーグ）
- 2015 - SWHフットサルクラブ（関西リーグ）
- 2016 - ヴァクサ高槻（関西リーグ）
- 2017 - 名古屋オーシャンズサテライト（東海リーグ）
- 2018 - 名古屋オーシャンズサテライト（東海リーグ）
- 2019 - 名古屋オーシャンズサテライト（東海リーグ）
- 2020 - 名古屋オーシャンズサテライト（東海リーグ）
- 2023・24 - O-PA